# Син Коямада
Син Коямада (на японски: 小山田真) е американски актьор и продуцент. Известен е с ролята си в „Последният самурай“.

## Частична филмография
- 2003 – „Последният самурай“ (The Last Samurai)
- 2006 – „Уенди Ву: Завръщането на воина“ (Wendy Wu: Homecoming Warrior)
- 2007 – „Съзвездие“ (Constellation)
- 2007 – „Добра почва“ (Good Soil)
- 2013 – „Сърцето на дракона“ (Heart of the Dragon)
- 2014 – The Yokai King